# Leçon
Pour l’article ayant un titre homophone, voir Lesson.
Pour les articles homonymes, voir Leçon (homonymie).
 (février 2025).
Si vous disposez d'ouvrages ou d'articles de référence ou si vous connaissez des sites web de qualité traitant du thème abordé ici, merci de compléter l'article en donnant les références utiles à sa vérifiabilité et en les liant à la section « Notes et références ».
La leçon  est un terme qui revêt diverses significations dans le domaine de l'enseignement.

## Origines du mot
Le terme leçon est emprunté vers 1135 au latin lēctĭōnem, accusatif de lēctĭō, ōnis, f., « action de ramasser, de recueillir, cueillette » duquel est tiré le sens de « lecture », puis donc de « ce qui est lu, texte ». Ce sens originel perdurera jusqu'à nos jours : la leçon d'un texte est, en philologie, l'une des versions de ce texte (en général pour parler des textes anciens : on dira, par exemple, que La Chanson de Roland a plusieurs leçons).
Cependant, parallèlement à ce sens, se développe dès le XIIe siècle le sens de « ce qu'un élève doit apprendre », et, par métonymie, « l'enseignement que dispense le maître ». Un tel glissement de sens n'est pas étonnant lorsque l'on considère qu'à cette époque l'instruction des enfants ou des jeunes gens était en général assurée par les gens de l'Église.

## Emploi du mot dans les enseignements primaire et secondaire
Le sens de leçon comme « ce que le maître donne à apprendre » s'est largement répandu dans l'enseignement à partir du XIXe siècle : terme essentiel et central dans l'enseignement laïque et obligatoire, clef de voûte de l'Instruction publique, la leçon a longtemps représenté pour les écoliers et leur famille cette parcelle de savoir donnée chaque jour par le maître d'école, espoir d'un progrès de la famille dans la hiérarchie sociale. Mais la métonymie de la leçon comme « enseignement du maître » permet à cette époque de fédérer sous ce même terme le texte étudié (en français par exemple), les exercices sur ce texte et tout ce qui concerne les activités qui lui sont liées, même des activités d'écriture.
De fait, une telle autorité du hussard noir a longtemps permis un enseignement divisé en leçons, enseignement cloisonné, enseignement qui se basait sur une logique qui lui était propre et non sur la logique d'apprentissage des élèves. Une leçon de choses était alors dispensée sans rapport avec la leçon de mathématiques ou de français, bien que dans les faits un certain décloisonnement ait toujours été plus ou moins pratiqué (mais jamais de manière vraiment réfléchie et poussée).
La leçon est donc l'un des symboles de l'autorité du maître d'école du milieu du XIXe siècle jusqu'aux années 1980, date où la logique du décloisonnement a commencé à remplacer celle de la leçon.
Le terme est cependant resté dans le sens de « texte ou synthèse à apprendre », d'une part dans des expressions plus ou moins figées (as-tu appris tes leçons ? demandent à leur enfant qui revient de l'école les parents attentifs), et d'autre part dans la réalité des contenus enseignés. En effet, si la leçon a été remplacée par la séance d'enseignement décloisonné, cette dernière a souvent pour but un ensemble d'éléments de savoir synthétisés dans un texte : cette synthèse sera la leçon à apprendre pour le lendemain, par exemple. Le domaine sémantique de ce mot s'est donc restreint et le terme a perdu une grande partie de sa symbolique.

## Laleçon, une épreuve de l'agrégation
La leçon est aussi le nom d'une épreuve orale des agrégations de lettres modernes et classiques, mathématiques, philosophie, physique-chimie...